# Ti amerò sempre
Ti amerò sempre (Il y a longtemps que je t'aime) è un film del 2008 scritto e diretto da Philippe Claudel.

## Trama
Juliette viene rilasciata dopo aver trascorso quindici anni in carcere per aver ucciso suo figlio di sei anni, e durante il periodo passato in prigione non ha avuto alcun rapporto con la sua famiglia. Al momento del ritorno in libertà la sorella più giovane di Juliette, Léa, decide di aiutarla e di accoglierla in casa sua, con il marito e le loro due figlie adottive. Inizialmente anche all'interno della famiglia sono presenti pregiudizi legati al passato di Juliette, ma con il tempo Léa riesce a superarli e aiuta anche il marito ad accettare la sorella.
Juliette conosce poi Michel, un professore collega di Léa che pare innamorato di lei, che però rifiuta non sentendosi pronta ad affrontare una nuova relazione affettiva dopo tanti anni passati in prigione. Assieme alla sorella fa visita alla madre, ricoverata in una casa di riposo, che soffre evidentemente di Alzheimer: non riconosce Léa scambiandola per un'infermiera, mentre in un momento di lucidità riconosce Juliette, ma come quando era bambina e la abbraccia, per poi cacciarla scambiandola per una sconosciuta che ha osato abbracciarla.
Casualmente Léa viene a conoscenza delle condizioni di salute in cui viveva il figlio di sua sorella nell'ultimo periodo di vita e ne parla con lei. In realtà Juliette decise di porre fine alla vita del figlio Pierre per non fargli più provare altre sofferenze legate alla malattia; il motivo per cui è stata condannata a una pena così pesante è che non ha mai rivelato a nessuno il vero motivo del suo gesto.

## Curiosità
- Grazie alla sua interpretazione nel film l'attrice Kristin Scott Thomas ha vinto il premio miglior attrice agli European Film Awards 2008.
- Il film è stato girato in parte a Nancy.
- Come Michel (interpretato da Laurent Grévill), l'autore e regista Philippe Claudel è stato per molto tempo (11 anni) professore in prigione.
- Altri due film francesi girati nel 1974 e nel 1979 hanno avuto lo stesso titolo originale, ossia Il y a longtemps que je t'aime.

## Riconoscimenti
- 2009 - Golden Globe
  - Nomination Miglior film straniero (Francia)
  - Nomination Migliore attrice in un film drammatico a Kristin Scott Thomas
- 2009 - Premio BAFTA
  - Miglior film straniero (Francia)
  - Nomination Migliore attrice protagonista a Kristin Scott Thomas
  - Nomination Migliore sceneggiatura originale a Philippe Claudel
- 2008 - Chicago Film Critics Association Award
  - Nomination Miglior film straniero (Francia)
- 2008 - British Independent Film Awards
  - Nomination Miglior film straniero (Francia)
- 2009 - Premio César
  - Migliore opera prima a Yves Marmion e Philippe Claudel
  - Miglior attrice non protagonista a Elsa Zylberstein
  - Nomination Miglior film a Yves Marmion e Philippe Claudel
  - Nomination Miglior attrice protagonista a Kristin Scott Thomas
  - Nomination Migliore sceneggiatura originale a Philippe Claudel
  - Nomination Migliore musica a Jean-Louis Aubert
- 2008 - European Film Awards
  - Miglior attrice protagonista a Kristin Scott Thomas
- 2008 - Satellite Award
  - Nomination Migliore attrice in un film drammatico a Kristin Scott Thomas
- 2008 - Hollywood Film Festival
  - Migliore attrice protagonista a Kristin Scott Thomas
- 2008 - Festival internazionale del cinema di Berlino
  - Premio della giuria a Philippe Claudel
  - Nomination Orso d'oro a Philippe Claudel
- 2010 - Premio Bodil
  - Nomination Miglior film straniero non statunitense a Philippe Claudel
- 2008 - Critics' Choice Movie Award
  - Nomination Miglior film straniero
- 2009 - Film Critics Circle of Australia Awards
  - Nomination Miglior film straniero a Philippe Claudel
- 2009 - Irish Film and Television Award
  - Nomination Miglior attrice internazionale a Kristin Scott Thomas
- 2009 - London Critics Circle Film Awards
  - Attrice britannica dell'anno a Kristin Scott Thomas
- 2008 - Southeastern Film Critics Association Awards
  - Nomination Miglior film straniero
- 2009 - Chlotrudis Awards
  - Miglior attrice protagonista a Kristin Scott Thomas
  - Miglior attrice non protagonista a Elsa Zylberstein
  - Nomination Miglior sceneggiatura originale a Philippe Claudel
- 2008 - Dallas-Fort Worth Film Critics Association Awards
  - Nomination Miglior film straniero
  - Nomination Miglior attrice protagonista a Kristin Scott Thomas
- 2008 - Ft. Lauderdale International Film Festival
  - Miglior attrice in un film drammatico a Kristin Scott Thomas
- 2009 - Online Film Critics Society Awards
  - Nomination Miglior film straniero
- 2009 - Sant Jordi Awards
  - Miglior attrice straniera a Kristin Scott Thomas
- 2008 - Toronto Film Critics Association Awards
  - Nomination Miglior film straniero
- 2008 - Vancouver International Film Festival
  - Film più popolare a Philippe Claudel